# 朗希尔德公主海岸
朗希尔德公主海岸（英語：Princess Ragnhild Coast）位于东部南极洲毛德皇后地，东经20°30′至东经34°00′之间。沿岸有宽约10－50公里宽的冰架，大陆冰川从海岸向南海拔逐渐上升，距海岸50－100公里处升至海拔500米。1931年2月16日，挪威探险家哈爾馬·里瑟-拉森与尼爾斯·拉森首次到达海岸，并以挪威公主拉格茜尔公主名字命名该地。沿岸有比利时博杜安国王体育场等科学考察站。